# Heidi Fleiss
Heidi Lynne Fleiss, född 30 december 1965 i Los Angeles, Kalifornien, är en amerikanska som drev koppleriverksamhet med bland annat Hollywoods stjärnelit som kunder under åren 1990–1993. Hennes stall av lyxprostituerade var verksamma framför allt i Los Angeles. Fleiss och hennes närmaste kolleger hade själva sin bas i en villa i Benedict Canyon i Beverly Hills, som hon köpt av Michael Douglas med den kände medieprofilen Jay Leno som en av de närmaste grannarna.

## Biografi
Fleiss började själv arbeta som callgirl 1987, åt "Madam Alex" som bedrev koppleriverksamhet mot kändisar. 1990 startade Fleiss sin egen verksamhet och var mycket skicklig i att rekrytera unga kvinnor som passade för lyxprostitution. 1991 hade hon ett stall med 500 unga kvinnor. Dessa kunde ta runt 1500 dollar per natt för sina tjänster, och Fleiss arvode var 40 procent av inkomsten. Hon kom upp i en inkomst av 300 000 dollar per vecka från sin företagsmässigt drivna verksamhet.
Fleiss hade en bok där hennes kända kunder fanns förtecknade. Den fick i medierna namnet "svarta boken" men var i själva verket en röd Gucci-kalender.
Enligt egen utsago har hon själv prostituerat sig omkring fem–sex gånger.[källa behövs] Fleiss beräknas därigenom ha tjänat mellan 5 och 10 miljoner dollar per år på sin verksamhet. Då kunderna ofta betalade med kontanter, skapades ett problem för Fleiss som berättat hur hon bar omkring säckar med pengar.
9 juni 1993 greps Fleiss och några av hennes medarbetare i en polisrazzia i villan. Hon blev därigenom känd som "The Hollywood Madam" i pressen. Fleiss åtalades för fem fall av koppleri (pandering). Två av hennes kunder kallades till rättegången, skådespelaren Charlie Sheen och rockartisten Billy Idol[källa behövs]. Sheen hade identifierats via en resecheck i hans namn som Fleiss hade på sig när hon greps. Sheen uppgav att han spenderat 53 000 dollar per år på tjänster förmedlade av Fleiss, medan Fleiss själv senare har uppgivit att Sheen förmodligen spenderade 300 000 till 400 000 dollar. Hon fälldes för tre fall av koppleri och dömdes till tre års fängelse. Efter överklagan frikändes hon för detta 1996, men fälldes 1997 för konspiration, skattebrott och penningtvätt i ett federalt brottmål relaterat till hennes verksamhet. Hon avtjänade med anledning av detta 20 månaders fängelse i Dublin, Kalifornien. I straffet ingick straffarbete.[källa behövs]
Fleiss och hennes verksamhet har porträtterats i flera TV-filmer. Bland annat uppmärksammades hon för ett förhållande med Tom Sizemore, som 2003 dömdes för misshandel av Fleiss.
Under 2010 medverkade Fleiss i TV via den brittiska upplagan av Celebrity Big Brother samt genom dokumentärsåpan Celebrity Rehab. År 2014 medverkade hon i tv-serien The Eklands, eftersom hon är vän med Britt Eklands dotter Victoria Sellers.